# Italian Open 2014 (теніс)
Italian Open 2014 (також відомий під назвою Rome Masters 2014 і спонсорською назвою Internazionali BNL d'Italia 2014) - чоловічий і жіночий тенісний турнір, що проходив на відкритих кортах з ґрунтовим покриттям Foro Italico в Римі (Італія). Це був 71-й за ліком Italian Open. Належав до категорії Мастерс у рамках Туру ATP 2014, а також категорії Premier 5 у рамках Туру WTA 2014. Тривав з 11 до 18 травня 2014 року.

## Очки і призові

### Нарахування очок
| Дисципліна                 | П    | Ф   | ПФ  | ЧФ  | 1/8 | 1/16 | 1/32 | Q   | Q2  | Q1  |
| Чоловіки, одиночний розряд | 1000 | 600 | 360 | 180 | 90  | 45   | 10   | 25  | 16  | 0   |
| Чоловіки, парний розряд    | 1000 | 600 | 360 | 180 | 90  | 0    | Н/Д  | Н/Д | Н/Д | Н/Д |
| Жінки, одиночний розряд    | 900  | 585 | 350 | 190 | 105 | 60   | 10   | 30  | 20  | 1   |
| Жінки, парний розряд       | 900  | 585 | 350 | 190 | 105 | 10   | Н/Д  | Н/Д | Н/Д | Н/Д |

### Призові гроші
| Дисципліна                 | П        | F        | ПФ       | ЧФ      | 1/8     | 1/16    | 1/32    | Q2     | Q1     |
| Чоловіки, одиночний розряд | €549,000 | €269,150 | €135,480 | €68,890 | €35,775 | €18,860 | €10,185 | €2,345 | €1,195 |
| Жінки, одиночний розряд    | €387,130 | €193,190 | €96,595  | €44,500 | €22,060 | €11,323 | €5,820  | €3,239 | €1,666 |
| Чоловіки, парний розряд    | €170,000 | €83,240  | €41,750  | €21,430 | €11,080 | €5,840  | Н/Д     | Н/Д    | Н/Д    |
| Жінки, парний розряд       | €110,770 | €55,948  | €22,694  | €13,940 | €7,040  | €3,489  | Н/Д     | Н/Д    | Н/Д    |

## Учасники

### Одиночний розряд

#### Сіяні учасники
| Країна          | Гравець           | Рейтинг1 | Сіяний |
| --------------- | ----------------- | -------- | ------ |
| Іспанія         | Рафаель Надаль    | 1        | 1      |
| Сербія          | Новак Джокович    | 2        | 2      |
| Швейцарія       | Стен Вавринка     | 3        | 3      |
| Швейцарія       | Роджер Федерер    | 4        | 4      |
| Іспанія         | Давид Феррер      | 5        | 5      |
| Чехія           | Томаш Бердих      | 6        | 6      |
| Велика Британія | Енді Маррей       | 8        | 7      |
| Канада          | Мілош Раоніч      | 9        | 8      |
| США             | Джон Ізнер        | 10       | 9      |
| Японія          | Кей Нісікорі      | 12       | 10     |
| Франція         | Жо-Вілфрід Тсонга | 13       | 11     |
| Болгарія        | Григор Димитров   | 14       | 12     |
| Італія          | Фабіо Фоніні      | 15       | 13     |
| Росія           | Михайло Южний     | 16       | 14     |
| Німеччина       | Томмі Гаас        | 17       | 15     |
| Іспанія         | Томмі Робредо     | 18       | 16     |

- Рейтинг подано станом на 5 травня 2014.

#### Інші учасники
Нижче наведено учасників, які отримали вайлд-кард на участь в основній сітці:
- Сімоне Болеллі
- Марко Чеккінато
- Паоло Лоренці
- Філіппо Воландрі

Учасник, що потрапив в основну сітку завдяки захищеному рентингові:
- Юрген Мельцер

Нижче наведено гравців, які пробились в основну сітку через стадію кваліфікації:
- Пабло Карреньо Буста
- Сантьяго Хіральдо
- Андрій Голубєв
- Алехандро Гонсалес
- Пере Ріба
- Стефан Робер
- Stefano Travaglia

Як щасливий лузер в основну сітку потрапили такі гравці:
- Алехандро Фалья

#### Відмовились від участі
До початку турніру
- Ніколас Альмагро → його замінив  Михайло Кукушкін
- Хуан Мартін дель Потро (травма зап'ястка) → його замінив  Роберто Баутіста Аґут
- Рішар Гаске → його замінив  Робін Гаасе
- Флоріан Маєр → його замінив  Жеремі Шарді
- Гаель Монфіс → його замінив  Ігор Сійслінґ
- Кей Нісікорі → його замінив  Алехандро Фалья
- Бенуа Пер → його замінив  Радек Штепанек

#### Знялись
- Алехандро Фалья (біль у правій ступні)
- Сантьяго Хіральдо (розтягнення аддуктора)
- Андрій Голубєв (hip flexor strain)
- Томмі Гаас

### Парний розряд

#### Сіяні пари
| Країна    | Гравець        | Країна          | Гравець            | Рейтинг1 | Сіяний |
| --------- | -------------- | --------------- | ------------------ | -------- | ------ |
| США       | Боб Браян      | США             | Майк Браян         | 1        | 1      |
| Австрія   | Александер Пея | Бразилія        | Бруно Соарес       | 6        | 2      |
| Хорватія  | Іван Додіг     | Бразилія        | Марсело Мело       | 11       | 3      |
| Іспанія   | Давід Марреро  | Іспанія         | Фернандо Вердаско  | 19       | 4      |
| Франція   | Ніколя Маю     | Франція         | Едуар Роже-Васслен | 25       | 5      |
| Канада    | Деніел Нестор  | Сербія          | Ненад Зімоньїч     | 29       | 6      |
| Польща    | Лукаш Кубот    | Швеція          | Роберт Ліндстедт   | 34       | 7      |
| Філіппіни | Трет Х'юї      | Велика Британія | Домінік Інглот     | 41       | 8      |

- Рейтинг подано станом на 5 травня 2014.

#### Інші учасники
Нижче наведено пари, які отримали вайлдкард на участь в основній сітці:
- Даніеле Браччалі /  Потіто Стараче
- Марко Чеккінато /  Андреас Сеппі

#### Відмовились від участі
Під час турніру
- Томмі Гаас

## Учасниці

### Одиночний розряд

#### Сіяні учасниці
| Країна     | Гравчиня             | Рейтинг1 | Сіяна |
| ---------- | -------------------- | -------- | ----- |
| США        | Серена Вільямс       | 1        | 1     |
| КНР        | Лі На                | 2        | 2     |
| Польща     | Агнешка Радванська   | 3        | 3     |
| Румунія    | Сімона Халеп         | 5        | 4     |
| Чехія      | Петра Квітова        | 6        | 5     |
| Сербія     | Єлена Янкович        | 7        | 6     |
| Німеччина  | Анджелік Кербер      | 8        | 7     |
| Росія      | Марія Шарапова       | 9        | 8     |
| Словаччина | Домініка Цібулкова   | 10       | 9     |
| Італія     | Сара Еррані          | 11       | 10    |
| Сербія     | Ана Іванович         | 12       | 11    |
| Італія     | Флавія Пеннетта      | 13       | 12    |
| Іспанія    | Карла Суарес Наварро | 14       | 13    |
| Данія      | Каролін Возняцкі     | 15       | 14    |
| Німеччина  | Сабіне Лісіцкі       | 16       | 15    |
| США        | Слоун Стівенс        | 17       | 16    |
| Канада     | Ежені Бушар          | 18       | 17    |

- Рейтинг подано станом на 5 травня 2014.

#### Інші учасниці
Нижче наведено учасниць, які отримали вайлд-кард на участь в основній сітці:
- Настасья Барнетт
- Каміла Джорджі
- Карін Кнапп

Учасниця, що потрапила в основну сітку завдяки захищеному рентингові:
- Роміна Опранді

Нижче наведено гравчинь, які пробились в основну сітку через стадію кваліфікації:
- Мона Бартель
- Белінда Бенчич
- Петра Цетковська
- Лорен Девіс
- Кейсі Деллаква
- Крістіна Макгейл
- Моніка Пуїг
- Шанелль Схеперс

Як щасливий лузер в основну сітку потрапили такі гравчині:
- Паула Ормаечеа

#### Відмовились від участі
До початку турніру
- Вікторія Азаренко (травма лівої ступні)[8] → її замінила  Варвара Лепченко
- Кая Канепі (травма правої п'яти)[9] → її замінила  Пен Шуай
- Каролін Возняцкі (травма лівого коліна)[10] → її замінила  Паула Ормаечеа

Під час турніру
- Сімона Халеп (left abdominal injury)

#### Знялись
- Світлана Кузнецова (травма лівого кульшового суглобу)

### Парний розряд

#### Сіяні пари
| Країна            | Гравчиня          | Країна    | Гравчиня             | Рейтинг1 | Сіяна |
| ----------------- | ----------------- | --------- | -------------------- | -------- | ----- |
| Китайський Тайбей | Сє Шувей          | КНР       | Пен Шуай             | 3        | 1     |
| Італія            | Сара Еррані       | Італія    | Роберта Вінчі        | 6        | 2     |
| Росія             | Катерина Макарова | Росія     | Олена Весніна        | 11       | 3     |
| Чехія             | Квета Пешке       | Словенія  | Катарина Среботнік   | 17       | 4     |
| Зімбабве          | Кара Блек         | Індія     | Саня Мірза           | 17       | 5     |
| США               | Ракель Копс-Джонс | США       | Абігейл Спірс        | 30       | 6     |
| Росія             | Алла Кудрявцева   | Австралія | Анастасія Родіонова  | 38       | 7     |
| Німеччина         | Юлія Гергес       | Німеччина | Анна-Лена Гренефельд | 43       | 8     |

- Рейтинг подано станом на 5 травня 2014.

#### Інші учасниці
Нижче наведено пари, які отримали вайлдкард на участь в основній сітці:
- Джоя Барб'єрі /  Настасья Барнетт
- Каміла Джорджі /  Карін Кнапп
- Єлена Янкович /  Аліса Клейбанова

#### Відмовились від участі
Під час турніру
- Ч Шуай (травма плеча)

#### Знялись
- Сара Еррані (травма лівого кульшового суглобу)

## Переможці та фіналісти

### Чоловіки. Одиночний розряд
- Новак Джокович —  Рафаель Надаль, 4–6, 6–3, 6–3

### Одиночний розряд. Жінки
- Серена Вільямс —  Сара Еррані, 6–3, 6–0

### Парний розряд. Чоловіки
- Деніел Нестор /  Ненад Зімоньїч —  Робін Гаасе /  Фелісіано Лопес, 6–4, 7–6(7–2)

### Парний розряд. Жінки
- Квета Пешке /  Катарина Среботнік —  Сара Еррані /  Роберта Вінчі, 4–0, ret.